# 聯播網

美国主要电视联播网的标志

联播网（英語：Broadcast Network），也被称为“广播网”，是指由一组电视台、电台或其他电子媒体组成的播出渠道，这些媒体通过协议来播出统一来源的内容。例如美国的PBS电视网、英国的BBC电视网或广播网、加拿大的CBC、澳大利亞的ABC都是联播网，它们将自己的节目通过位于全国各地的附属机构进行播出，从而使当地观众或听众可以直接通过本地电视台或电台进行收看和收听。
尽管流媒体、网络电台、网络广播等新媒体形式缺乏传统意义上的播出机构，但它们也会將自己稱為“广播机构”或“联播网”。

## 发展概况

### 美国
美國的第一個聯播網是RCA在1926年創建的國家廣播公司（NBC）。1927年時，哥倫比亞唱片支援美國獨立廣播公司（United Independent Broadcasters, Inc.）設立一個新的聯播網，成為後來的哥倫比亞廣播公司（CBS）。1930年代時，NBC擁有NBC藍網（NBC Blue）和NBC紅網（NBC Red）兩大廣播網，並且亦擁有短波電台的NBC白網（NBC White Network）。後因涉嫌壟斷，聯邦通信委員會（FCC）要求NBC出售其一個聯播網。NBC藍網因此被出售，並更名為美國廣播公司（ABC）.。而NBC紅網則更名為NBC廣播網。

### 日本
日本的联播网分为电视联播网和广播联播网，而上述两个类别还可以再细分。例如：电视联播网可以分为新闻电视联播网和一般电视联播网；而广播联播网则可以分为调幅电台广播联播网和调频电台广播联播网，而根据它们的合作形式还可以划分为节目合作类广播联播网和节目策划合作类广播联播网。

#### 电视联播网
可分為新聞電視都有的新闻电视联播网和一般電視聯播網。
- 新闻电视联播网：日本新闻网（NNN）、全日本新闻网（ANN）、日本新闻网（JNN）、东京电视网（TXN）、富士新闻网（FNN）
- 一般电视联播网：日本电视网（NNS）、富士电视网（FNS）

#### 广播联播网
- 节目合作类广播联播网：日本广播网调幅广播、全国广播网调幅广播、火曜会调幅广播、全國FM放送協議會调频广播、全國FM聯合调频广播；
- 节目策划合作类广播联播网：日本FM联盟调频广播、MegaNet调频广播